# Powiat de Białogard
Le powiat de Białogard (en polonais : powiat białogardzki) est un powiat appartenant à la voïvodie de Poméranie occidentale dans le nord-ouest de la Pologne.

## Division administrative
Le powiat de Białogard comprend 4 communes :
- 1 commune urbaine : Białogard ;
- 1 commune mixte : Karlino ;
- 2 communes rurales : Białogard et Tychowo.

| - Carte du powiat de Białogard. - Situation des 3 gminas dans le powiat. |

| - Carte de la gmina de Karlino. - Carte de la gmina de Białogard. - Carte de la gmina de Tychowo. |